# Argyrophylax
Argyrophylax – rodzaj muchówek z rodziny rączycowatych (Tachinidae).

## Wybrane gatunki
- A. albincisa (Wiedemann, 1830)
- A. aptus (Walker, 1859)[1]
- A. basifulva Bezzi, 1925
- A. fransseni (Baranov, 1934)[3]
- A. nigrotibialis Baranov, 1935[1]
- A. phoedus (Townsend, 1927)[1][2]
- A. proclinata Crosskey, 1963